# Damprichard
Damprichard – miejscowość i gmina we Francji, w regionie Burgundia-Franche-Comté, w departamencie Doubs.
Według danych na rok 1990 gminę zamieszkiwało 1858 osób, a gęstość zaludnienia wynosiła 85 osób/km² (wśród 1786 gmin Franche-Comté Damprichard plasuje się na 84. miejscu pod względem liczby ludności, natomiast pod względem powierzchni na miejscu 90.).